# Église Notre-Dame-de-la-Nativité de Donnemarie-en-Montois
L'église Notre-Dame-de-la-Nativité de Donnemarie-en-Montois est l'église paroissiale de Donnemarie-en-Montois, commune indépendante jusqu'en 1967 et depuis réunie avec Dontilly à la nouvelle commune de Donnemarie-Dontilly, située dans le département de Seine-et-Marne en région Île-de-France, en France. L'église dédiée à Notre-Dame et à la Nativité du Christ a été érigée dans sa majeure partie dans la première moitié du XIIIe siècle. Au nord de l'église s'est conservé un cloître de l'époque Renaissance qui renferme un jardin de plantes médicinales. L'église a été classée au titre des monuments historiques par la liste de 1846, le cloître est classé depuis le 23 juillet 1921.

## Histoire
Au moyen âge s'élevait à l'emplacement de l'église un prieuré de bénédictins qui utilisaient le jardin du cloître comme cimetière. De l'église d'origine, de style roman, s'est conservée la partie basse du clocher qui remonte à la première moitié du XIIe siècle. L'église actuelle a été commencée à la fin du XIIe siècle ou au début du XIIIe siècle.

## Architecture

### Extérieur

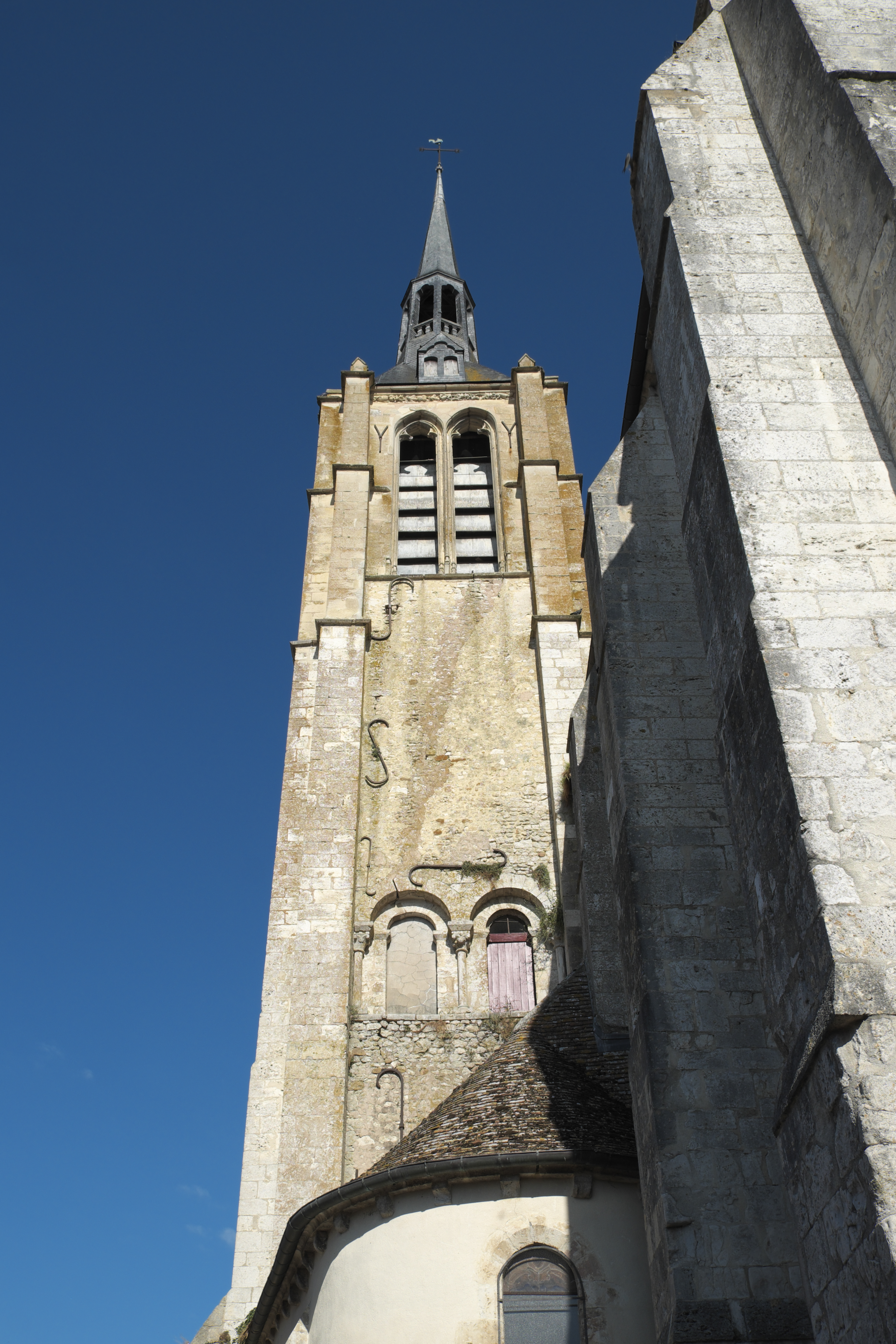
Clocher

L'église est érigée sur un plan longitudinal et terminée à l'est par un chevet plat dans lequel s'ouvrent une grande rosace à huit lobes et en dessous trois fenêtres ogivales entourées d'archivoltes et de fines colonnes à chapiteaux.
Les murs extérieurs sont renforcés en bas par des contreforts et en haut par des arcs-boutants. La nef est couverte d'une toiture à double pente, les bas-côtés sont munis de toits à pupitre. Le haut des murs de la nef et des bas-côtés est couronné par une corniche soutenue par des modillons qui sont sculptés de têtes d'hommes et d'animaux. 
La façade occidentale est percée de trois hautes fenêtres et d'un grand portail au milieu et de deux portails latéraux au niveau des bas-côtés.
À l'angle du chœur et du bas-côté sud se dresse la tour-clocher, de plan carré et d'une hauteur de 60 mètres, qui est surmontée d'un clocheton. 

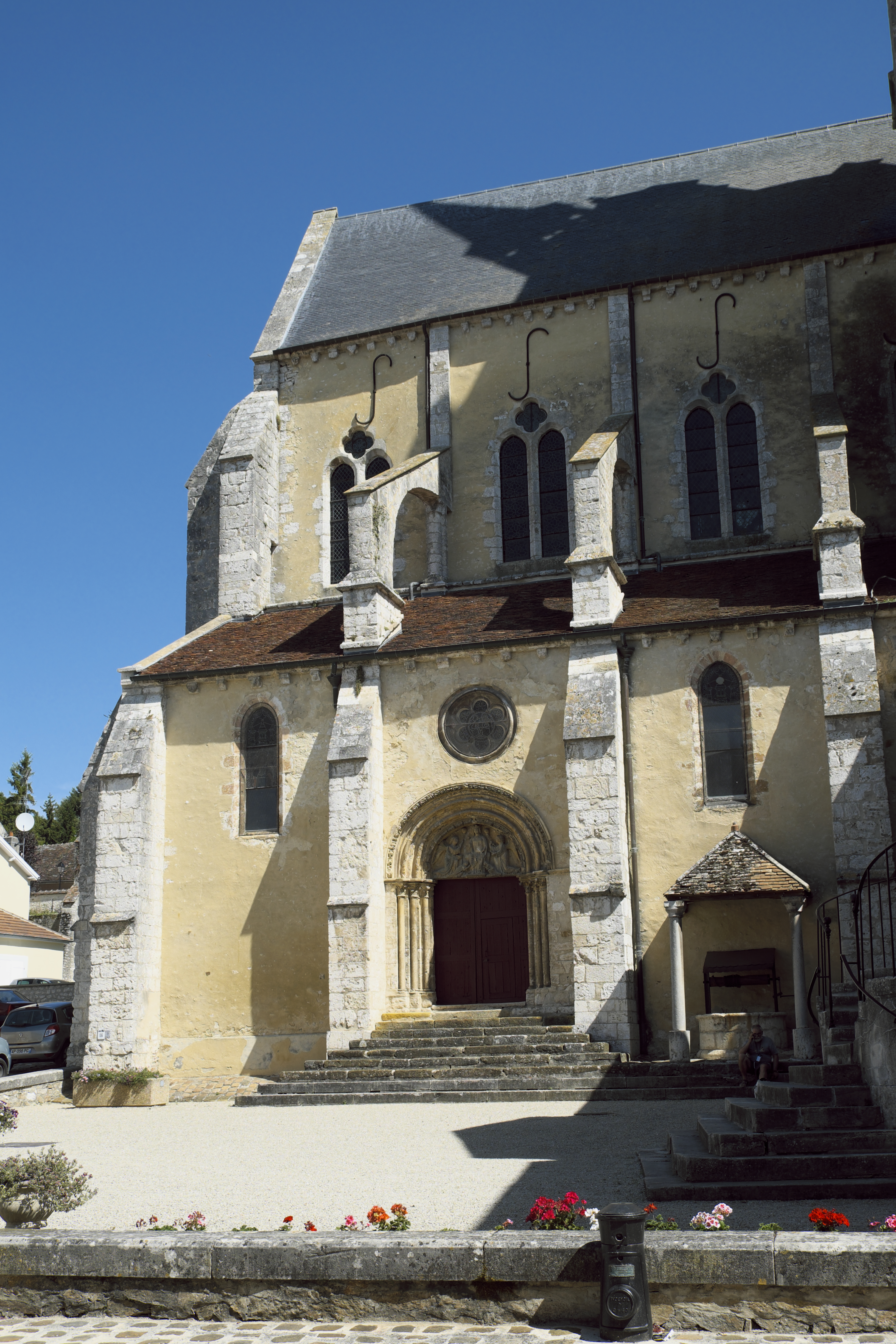
Côté sud de la nef
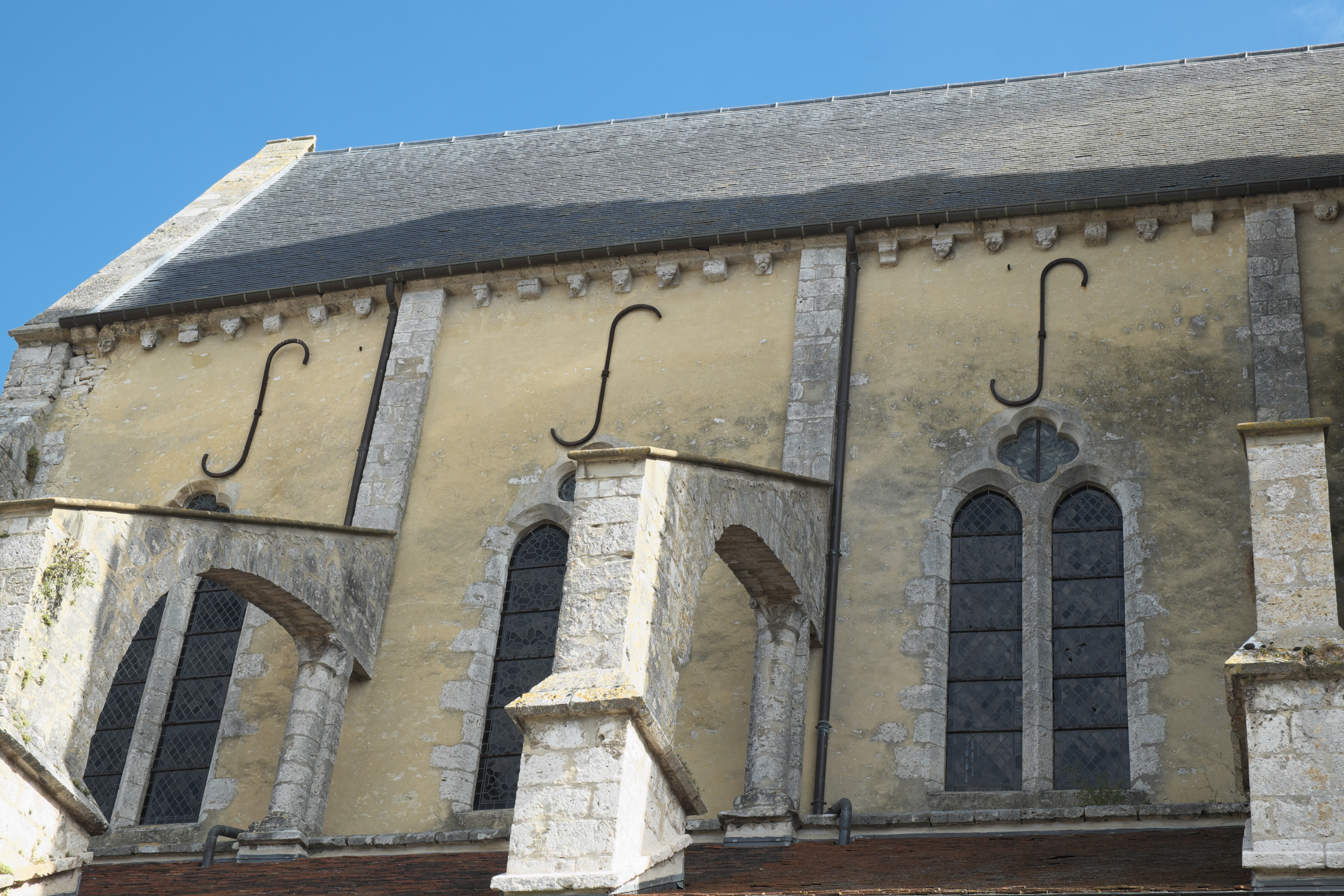
Arcs-boutants et modillons
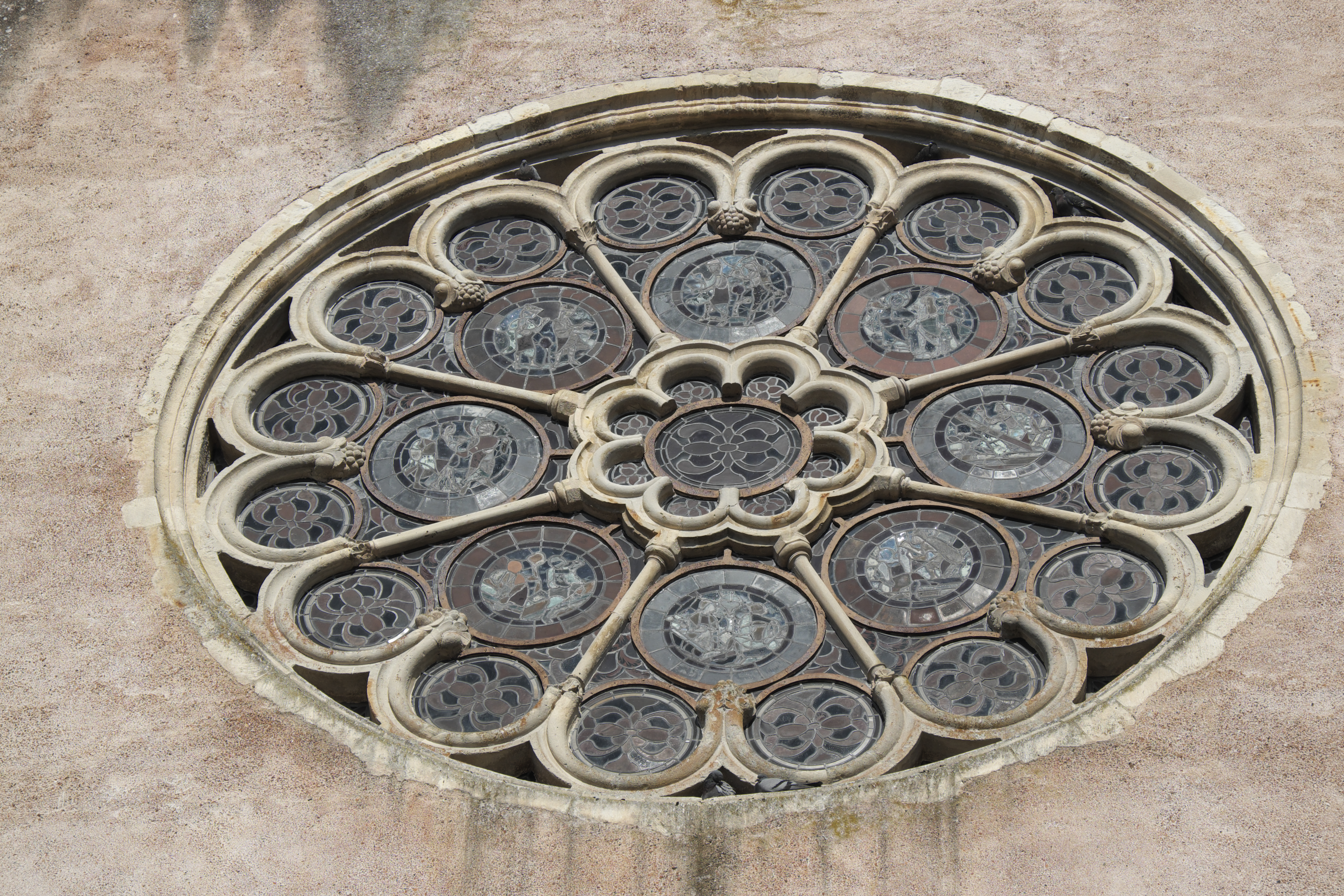
Rosace du chevet

### Portails de la façade occidentale
Les trois portails de la façade occidentale datent du milieu du XIIIe siècle. Ils ont été mutilés pendant la Révolution. 
Les deux portails latéraux sont murés. Ils sont encadrés de colonnes, les tympans sont surmontés d'archivoltes en plein cintre et décorés d'arcs trilobés. Les reliefs d'un Agnus Dei du portail gauche et d'une croix nimbée du portail droit sont très endommagés.
Le grand portail du milieu est encadré d'archivoltes en arcs légèrement brisés. Sur le tympan est représenté le Christ en majesté, entouré du tétramorphe, les emblèmes des quatre évangélistes. Sur le linteau on voit des scènes de la vie de la Vierge et de l'enfance du Christ, surmontées d'arcs trilobés. Le trumeau est orné d'une statue du Christ. Les statues-colonnes de l'embrasure, très mutilées, représentent des apôtres et des saints.

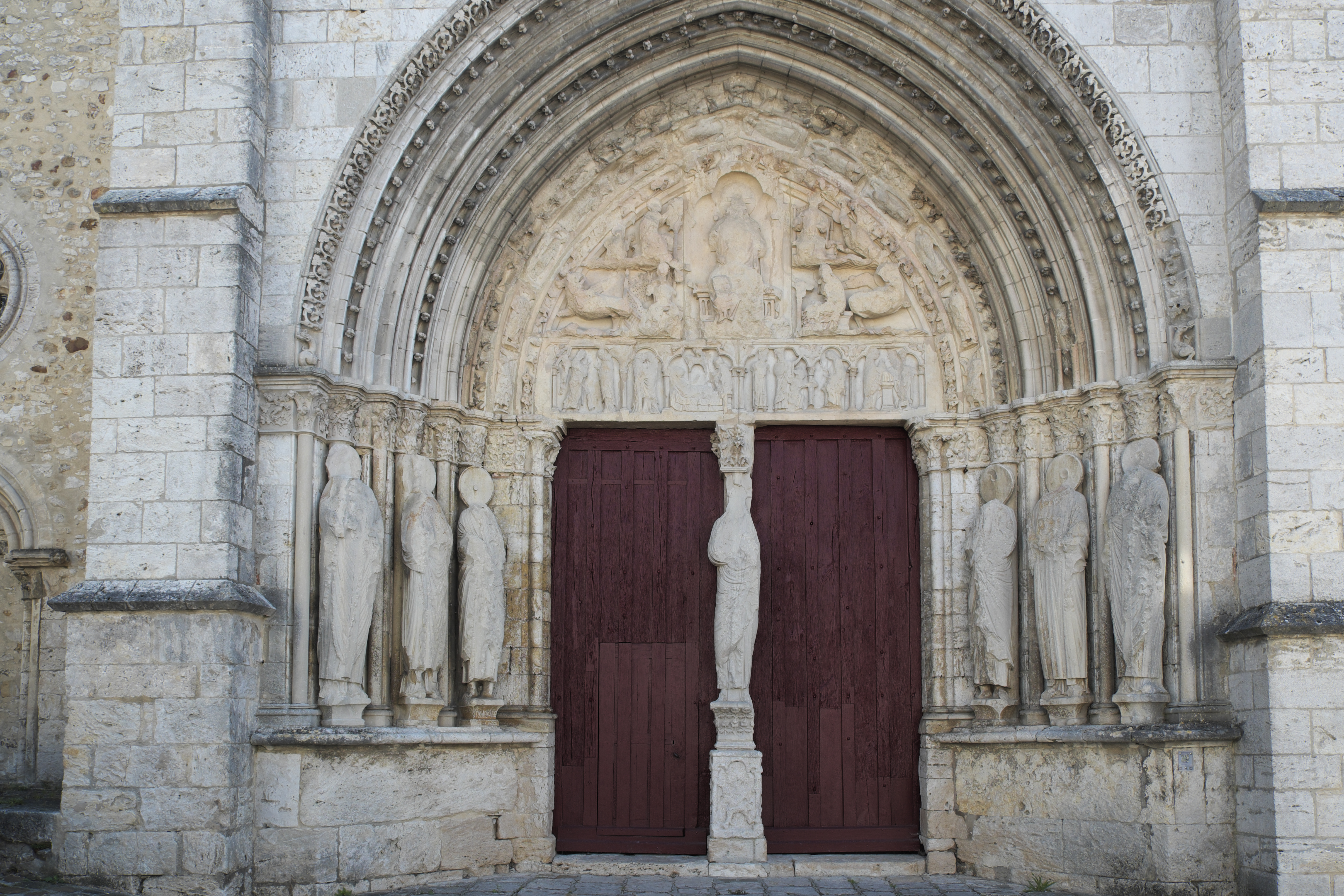
Portail occidental
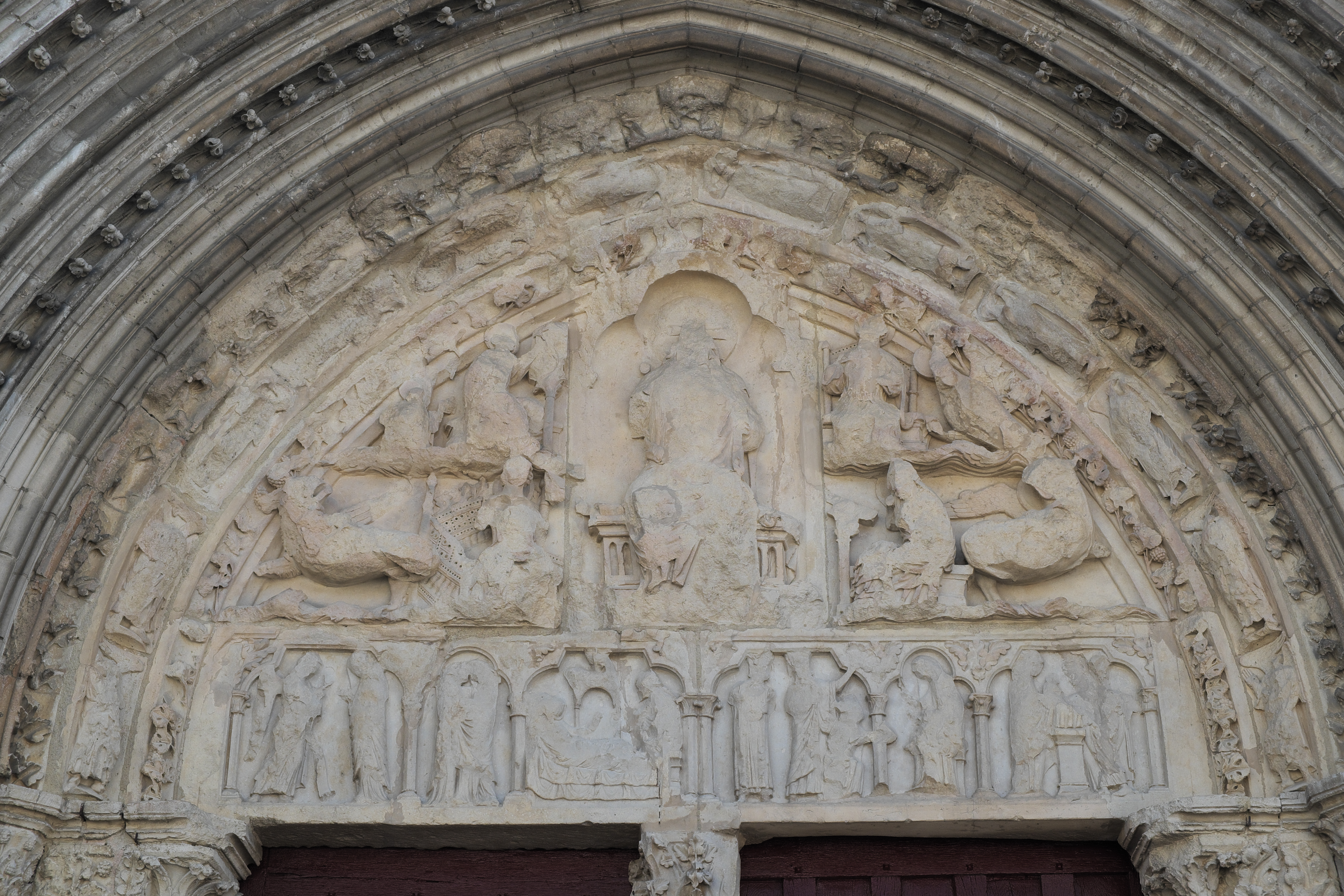
Tympan du portail occidental
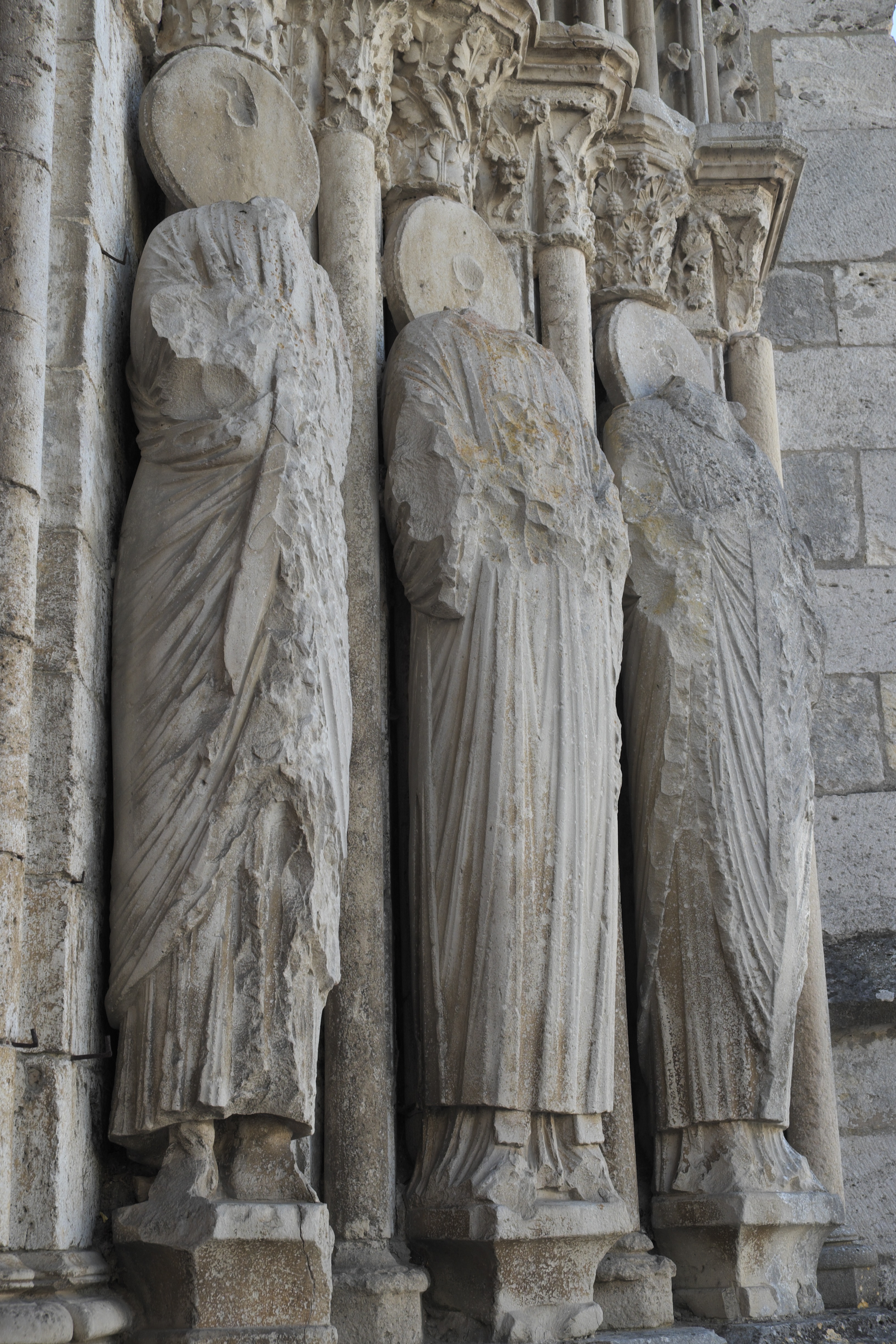
Statues-colonnes
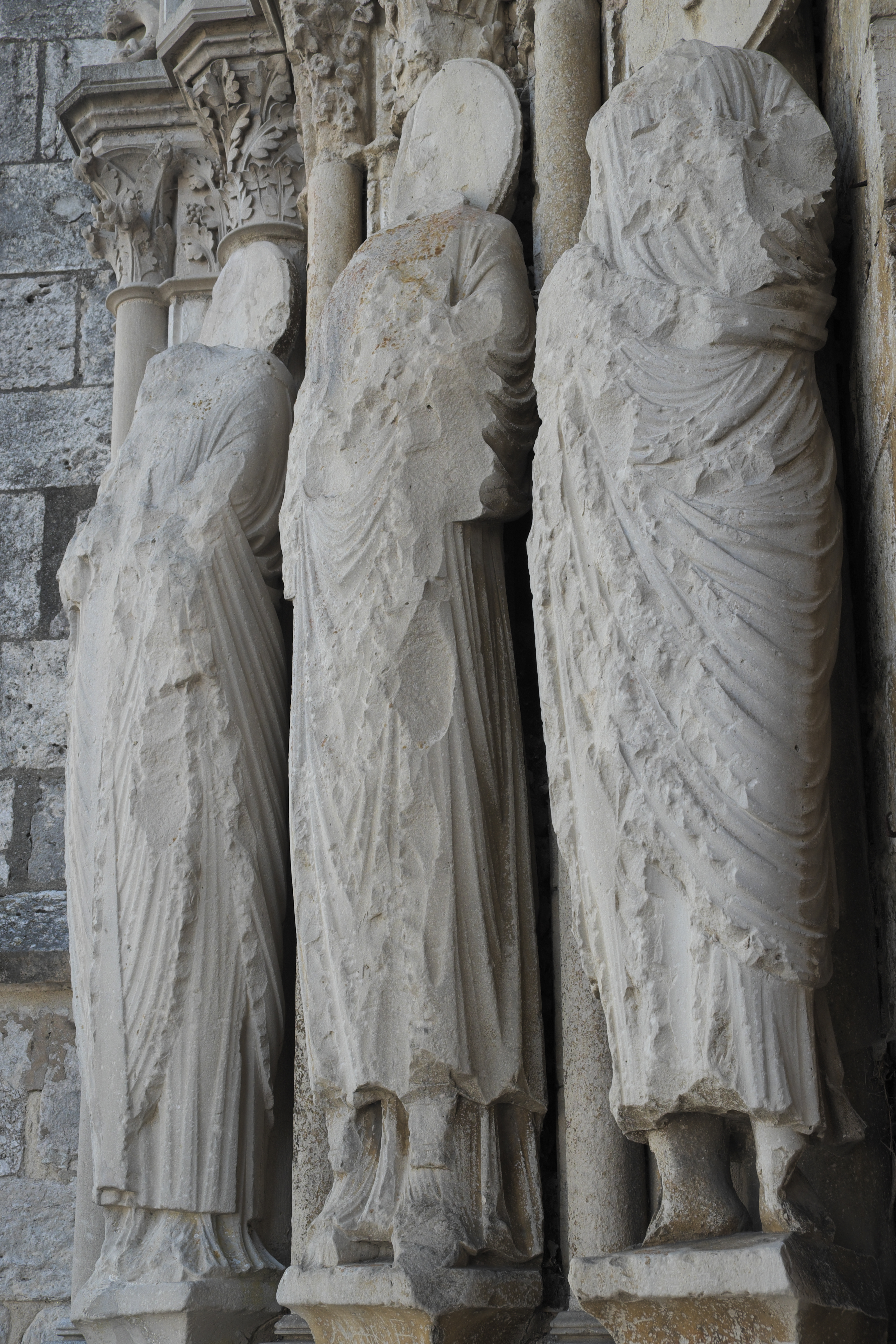
Statues-colonnes

### Portail méridional

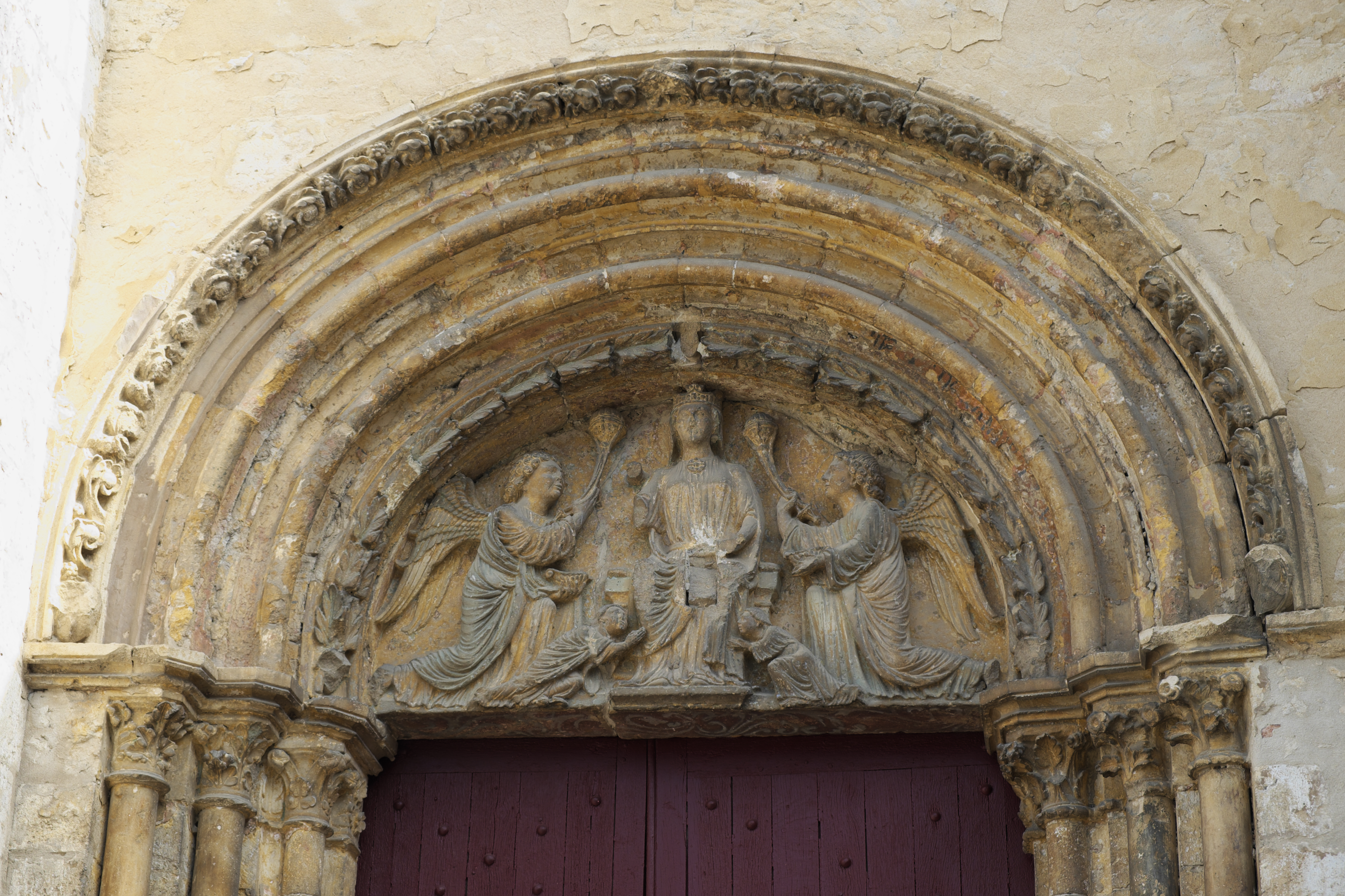
Tympan du portail méridional

Le portail méridional a conservé son tympan du XIIIe siècle. Il a été sculpté probablement vers 1220. Comme il a été couvert d'une couche de plâtre, il n'a pas souffert des destructions révolutionnaires.
Au milieu est représentée une Maestà, une Vierge en majesté, entourée de deux anges thuriféraires. À ses pieds sont agenouillés deux moines benedictins.

### Intérieur
La nef comporte une élévation à trois niveaux, de hautes arcades en arcs brisés, un triforium aveugle et des fenêtres hautes à deux lancettes surmontées d'un oculus. Elle est composée de trois vaisseaux de six travées. Le vaisseau central est fermé à l'est par un chœur droit, les vaisseaux latéraux se terminent en absides semi-circulaires. La nef est couverte d'une voûte sur croisées d'ogives ornées de clés de voûte sculptées.
Dans le bas-côté sud est aménagée une piscine encadrée de deux colonnes et surmontée d'un arc trilobé. Le chœur est séparé de la nef par une grille en fer forgé.

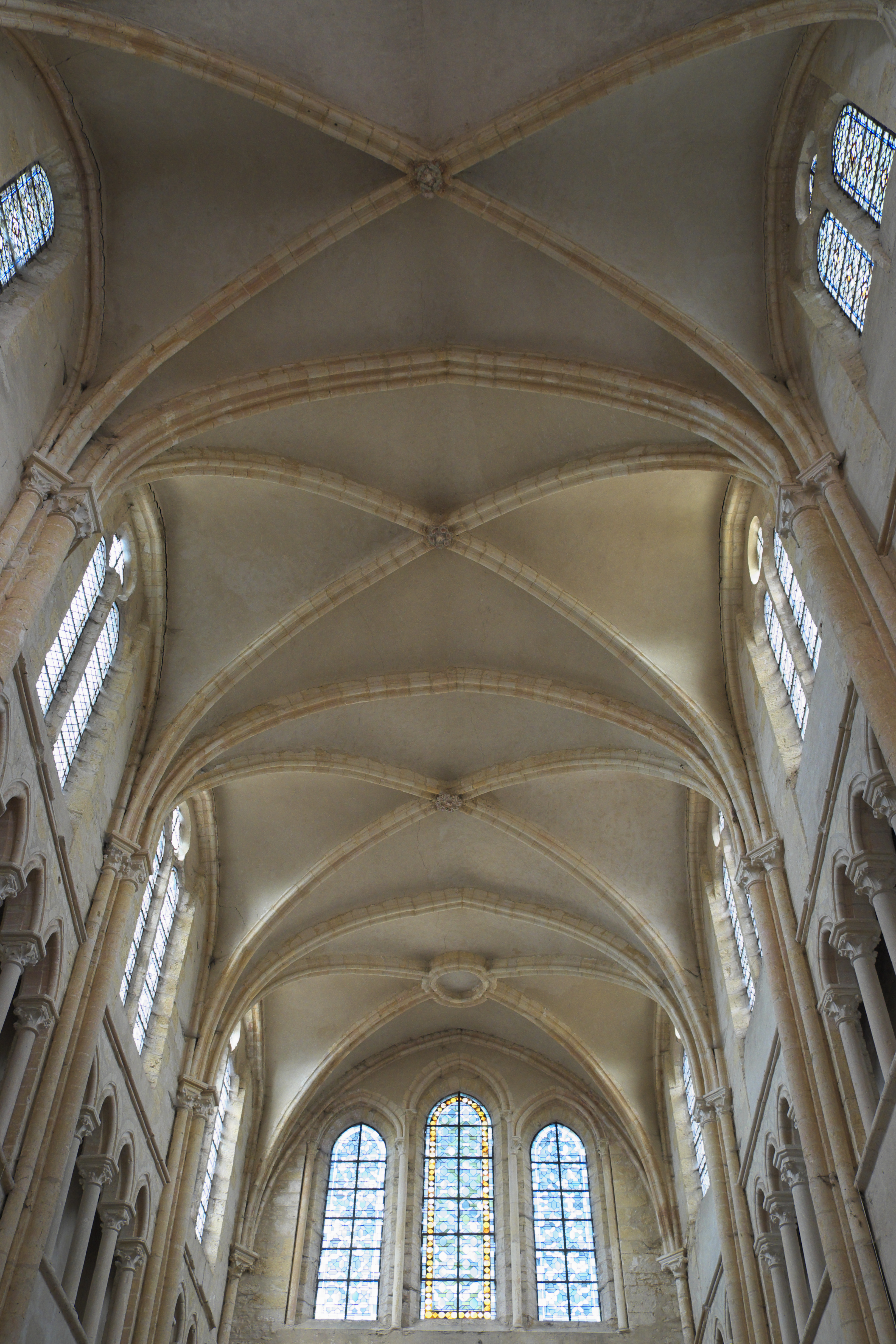
Voûte sur croisées d'ogives
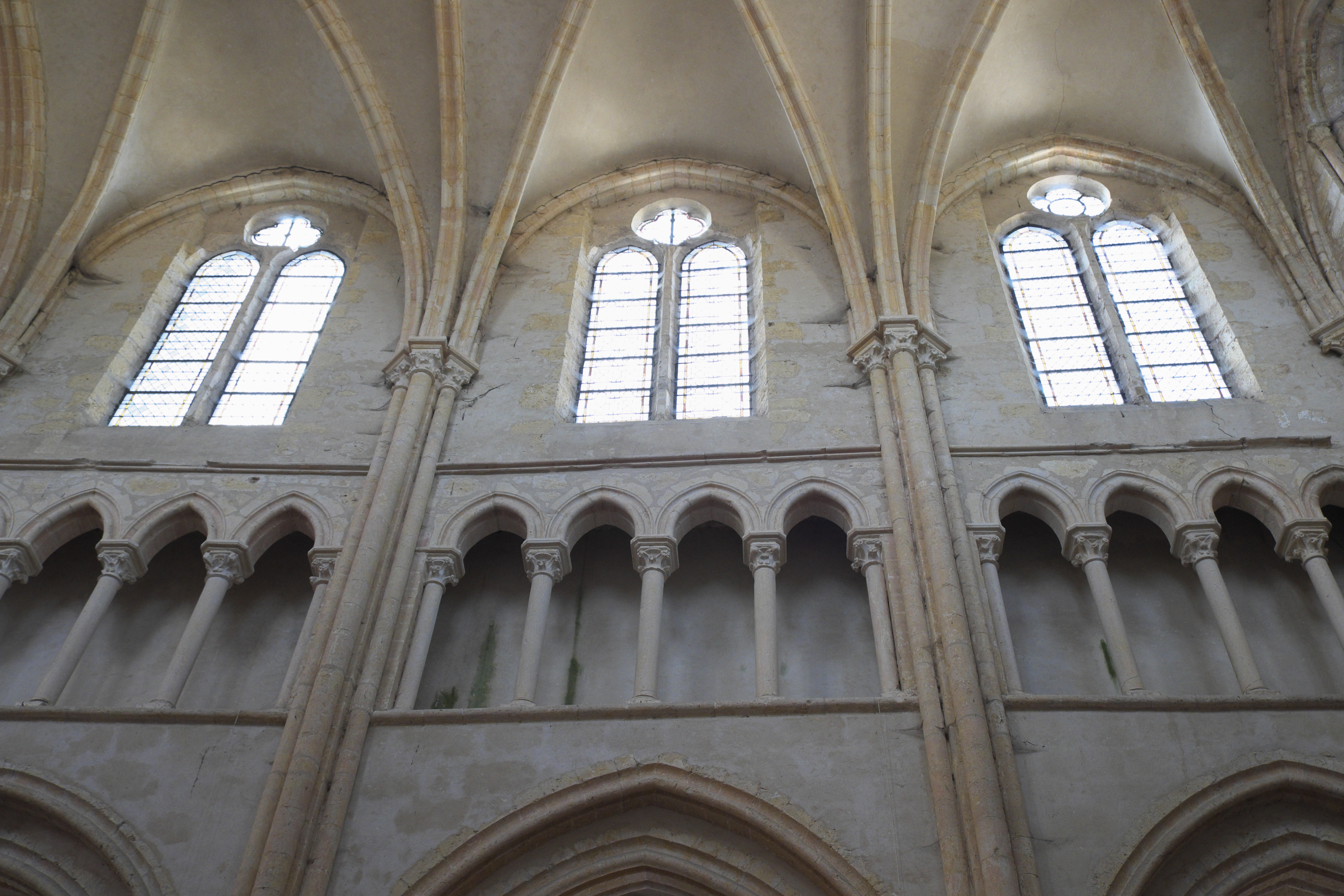
Triforium et fenêtres hautes
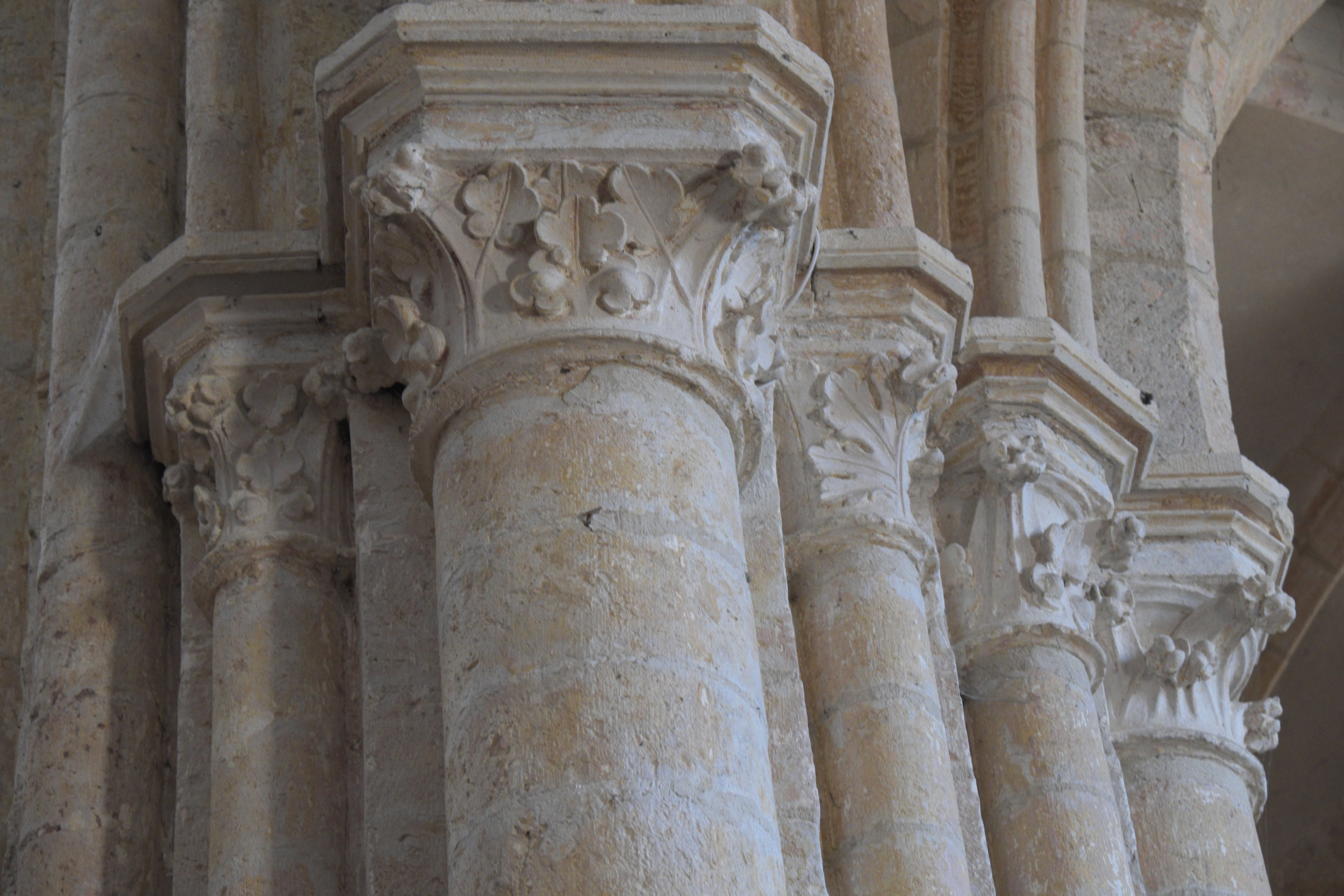
Chapiteaux
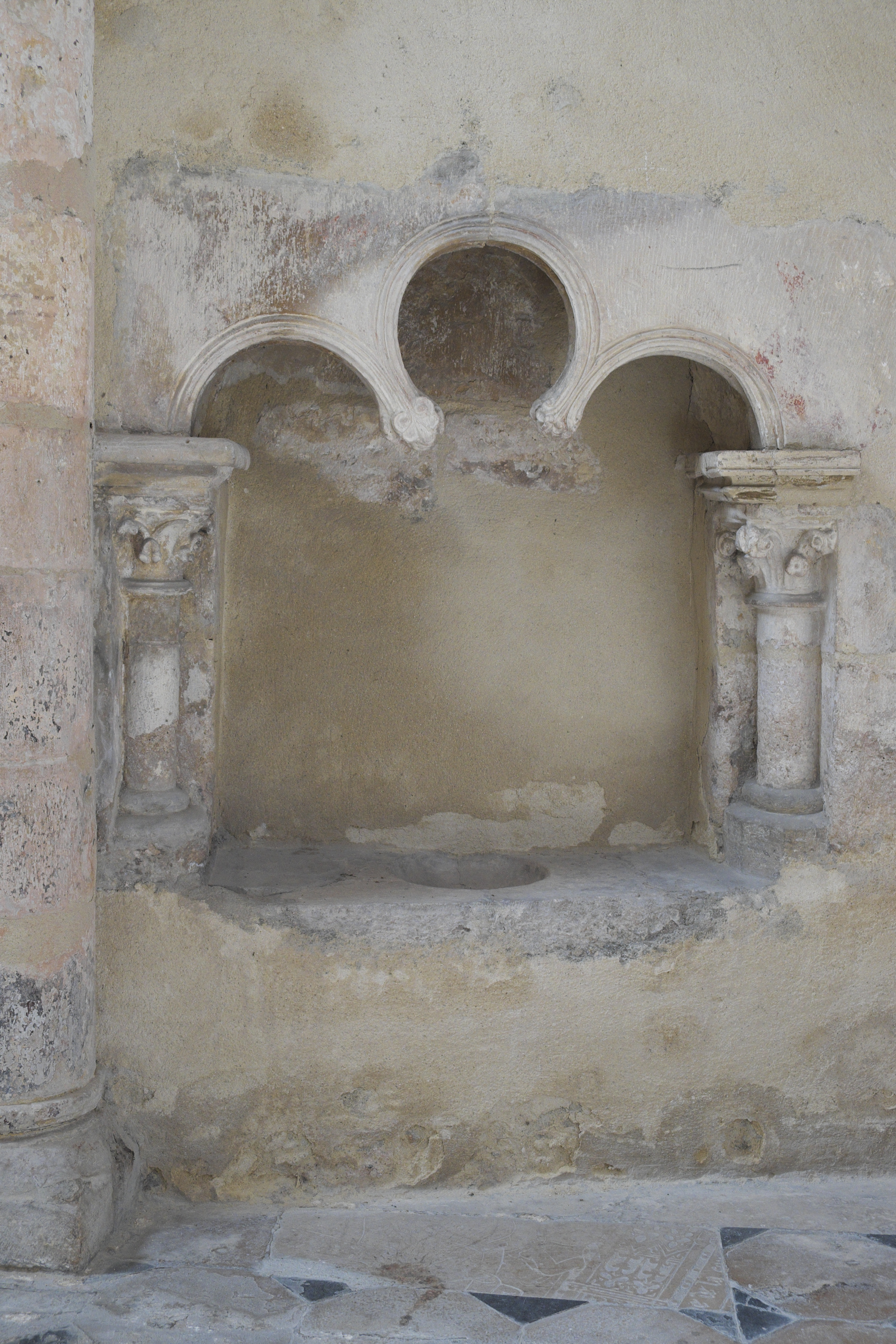
Piscine

## Vitraux

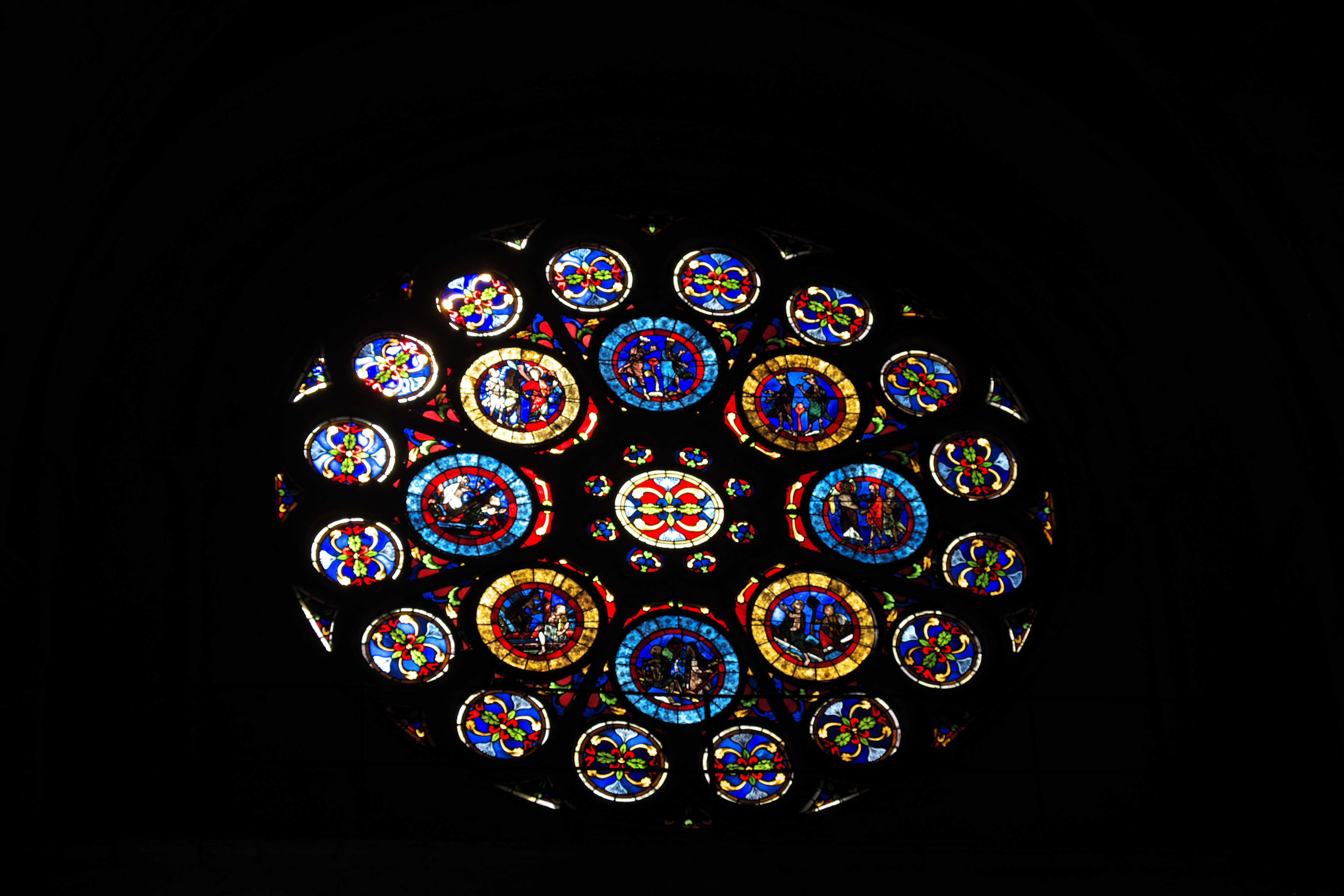
Rosace

- La rosace du chevet conserve des vitraux anciens datés du premier quart du XIIIe siècle. Elle est composée d'un oculus central entouré d'un premier cercle de huit médaillons et d'un deuxième cercle de 16 médaillons. Sur les huit médaillons intérieurs sont représentées des scènes du Jugement dernier. On reconnaît la ressurection des morts, des élus conduits par des anges et des élus couronnés[2].
- Les autres verrières datent de la fin du XIXe siècle. Elles représentent les apôtres saint Pierre et saint Paul, le baptême du Christ, qui porte la date de 1884, le roi Saint Louis et des scènes de la vie de la Vierge comme l'Annonciation, la Visitation et le Couronnement de la Vierge. Un vitrail porte la signature de la Maison  Champigneulle, un autre celle de l'atelier de vitrail des carmélites du Mans.

## Mobilier
- Les clôtures du chœur et des collatéraux datent du XVIIIe siècle. Elles sont en fer forgé peint et doré[3].
- L'église possède deux fonts baptismaux, l'un en pierre et l'autre en fonte.

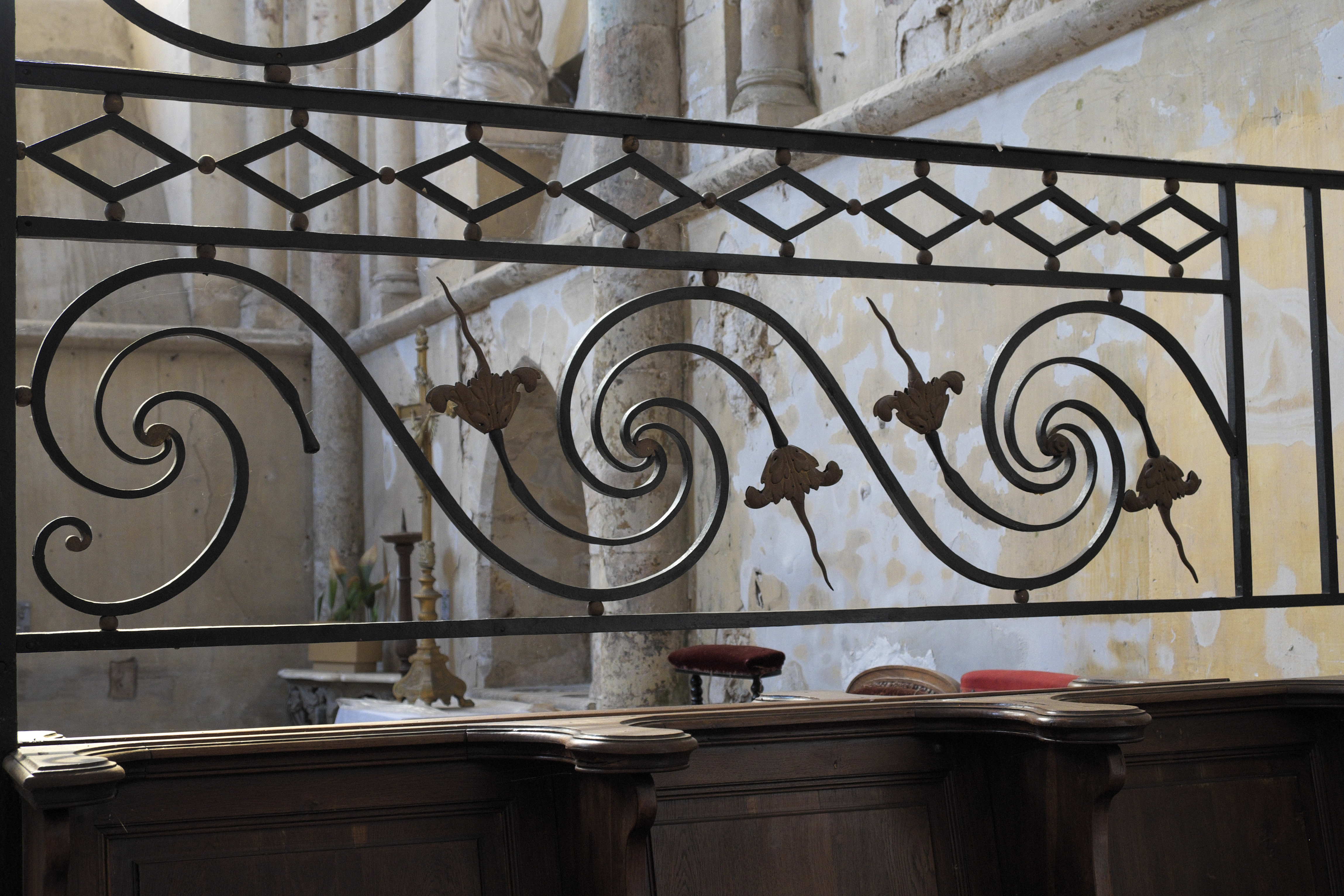
Clôtures du chœur
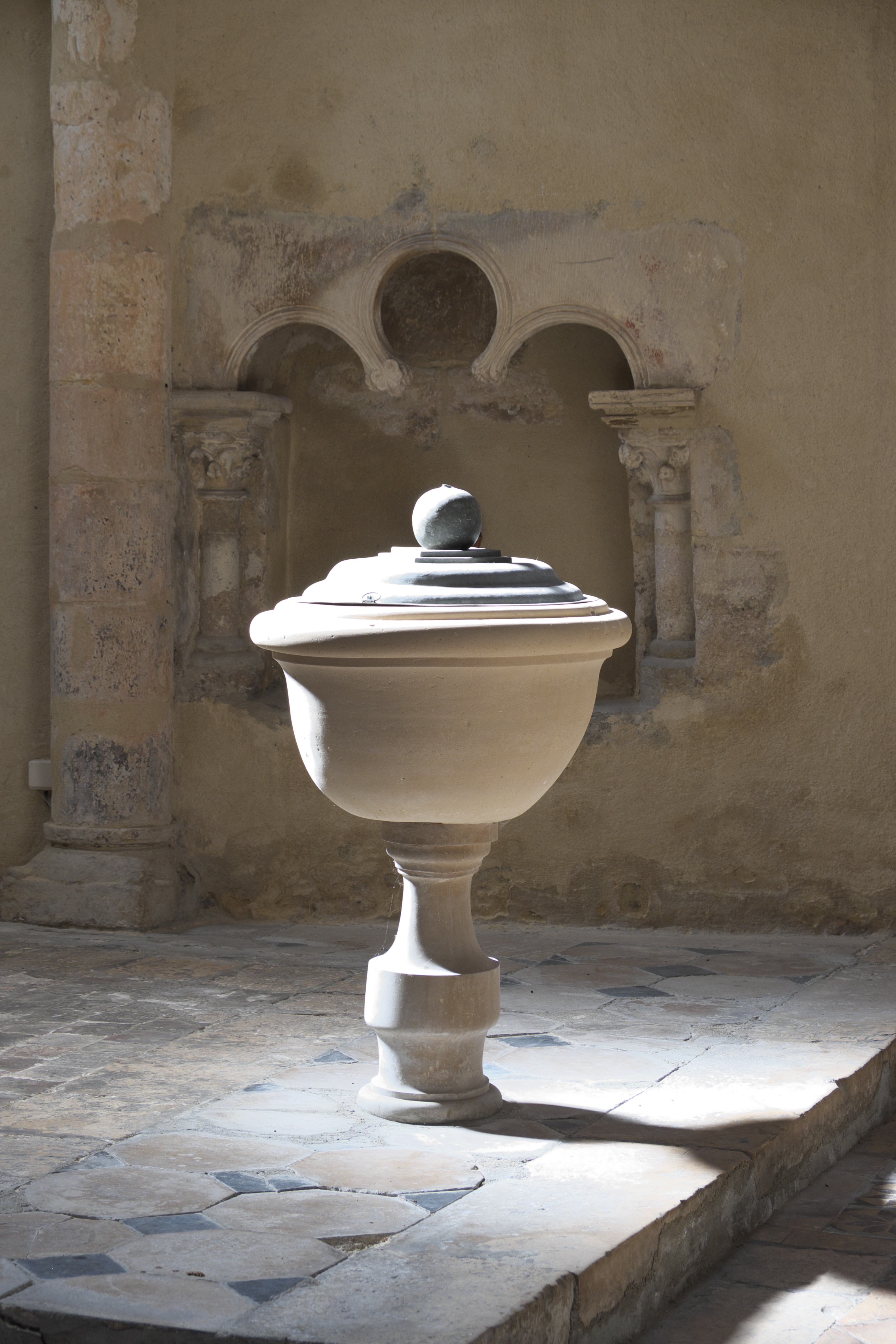
Fonts baptismaux en pierre
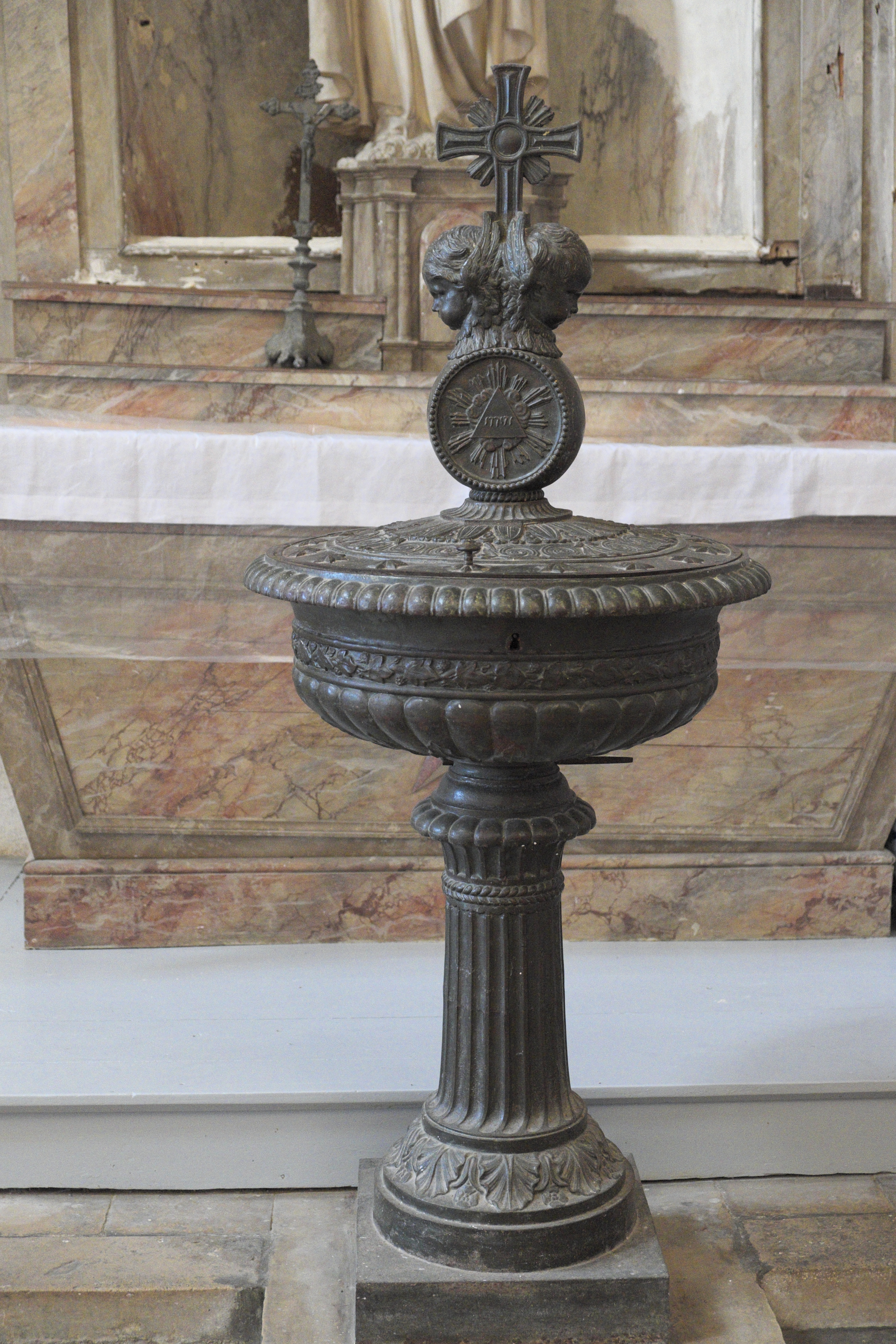
Fonts baptismaux en fonte

## Cloître

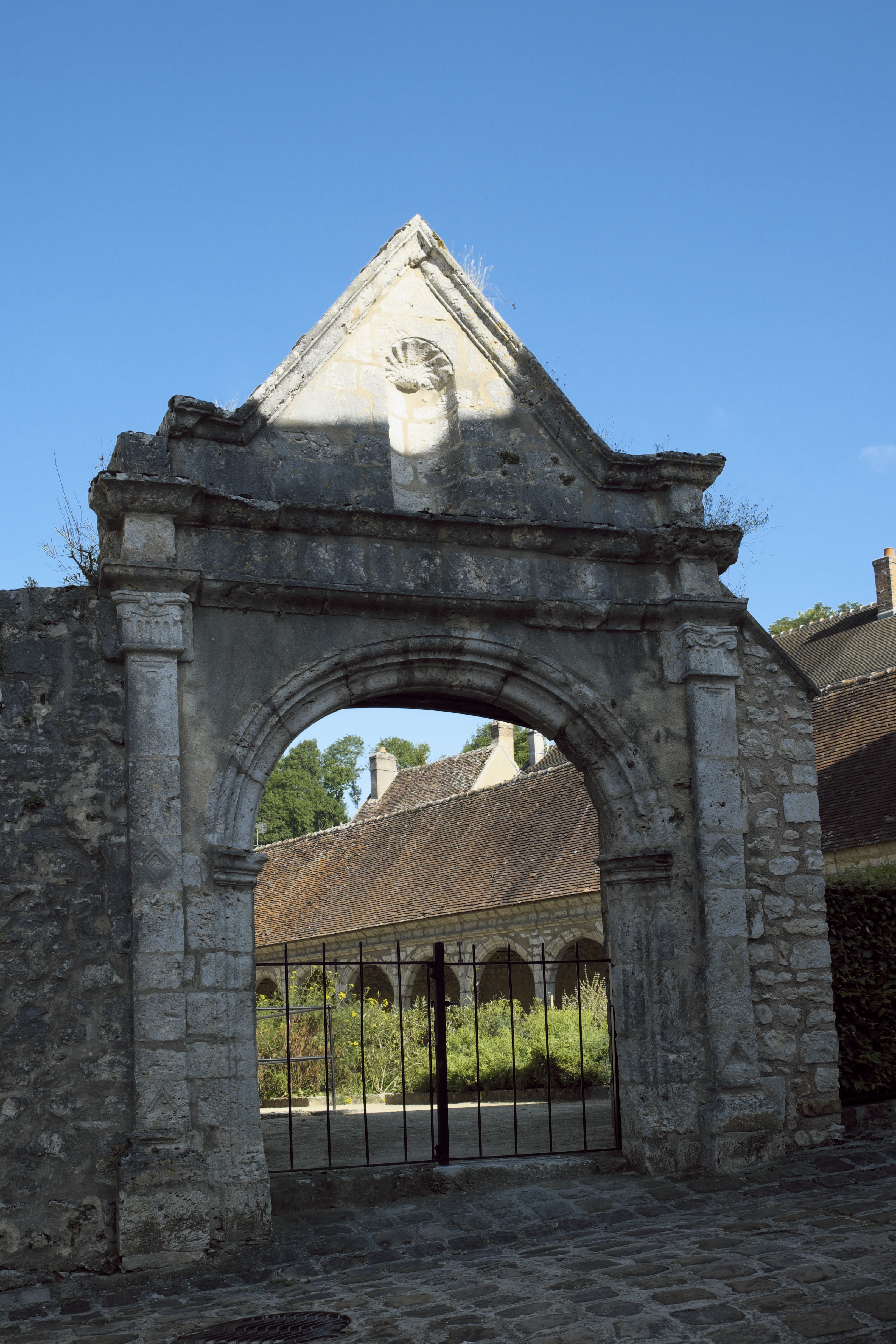
Portail Renaissance

Au nord de l'église se trouve le cloître qui a été érigé au XVIe siècle à l'emplacement du cimetière des moines bénédictins. Les galeries septentrionale et occidentale reposent sur de larges arcades en plein cintre et sont couvertes de charpentes apparentes en châtaignier. La galerie septentrionale mène à l'ancienne chapelle funéraire de Sainte-Quinette, sur le côté est du cloître s'ouvre un grand portail de style Renaissance. 
En 1997, à l'intérieur du cloître a été réaménagé un jardin médiéval aux herbes médicinales et aromatiques qui a pour thème « la vie et la mort ». Il est composé de douze rectangles, symbolisant les douze apôtres et les douze mois de l'année. Le rectangle central représente le Christ. Les quatre chemins qui entourent les rectangles réfèrent aux éléments, aux saisons, aux évangélistes et aux quatre fleuves du Paradis. Dans l'intersection des allées centrales, on peut imaginer la croix du Christ.

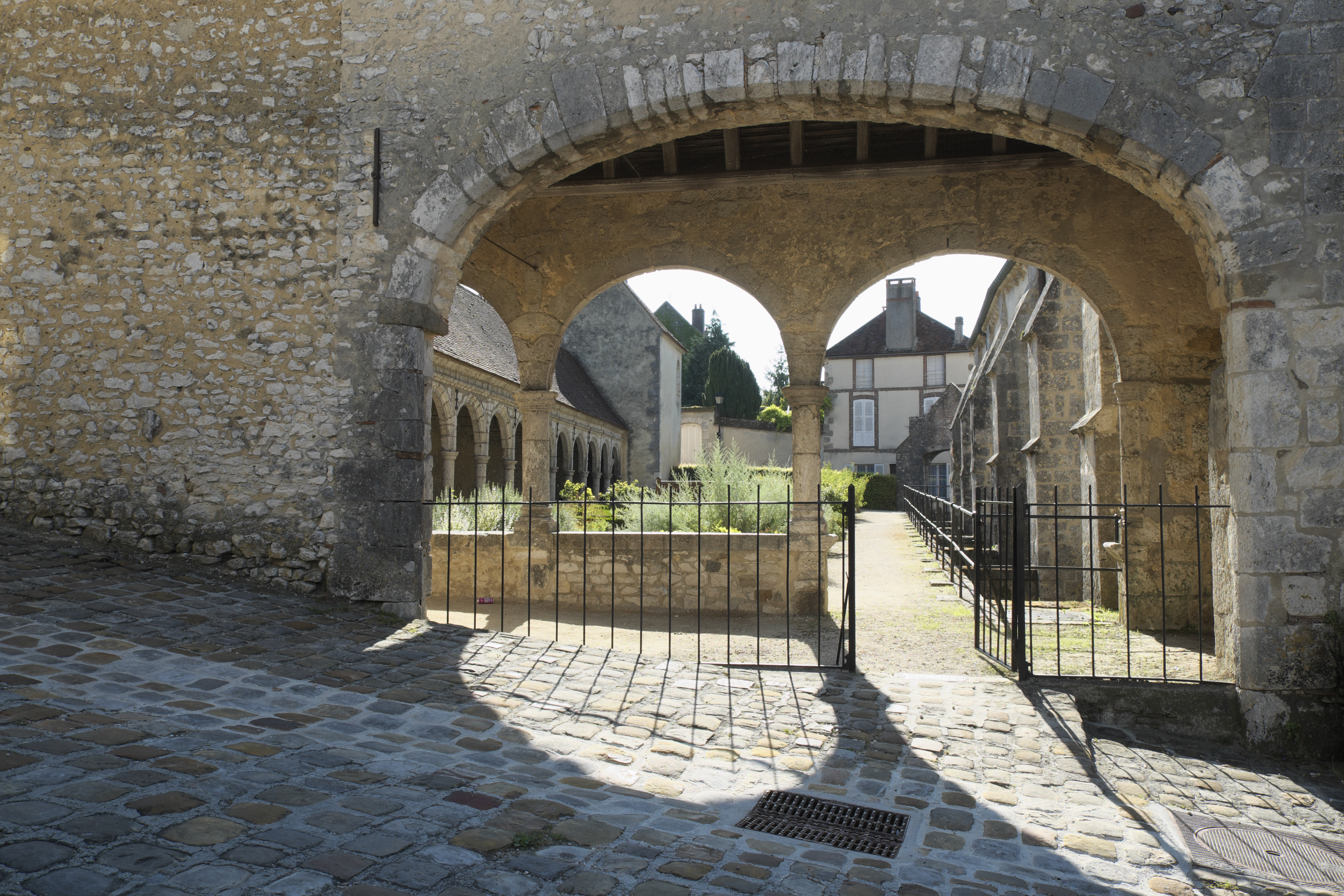
Accès du cloître à l'ouest
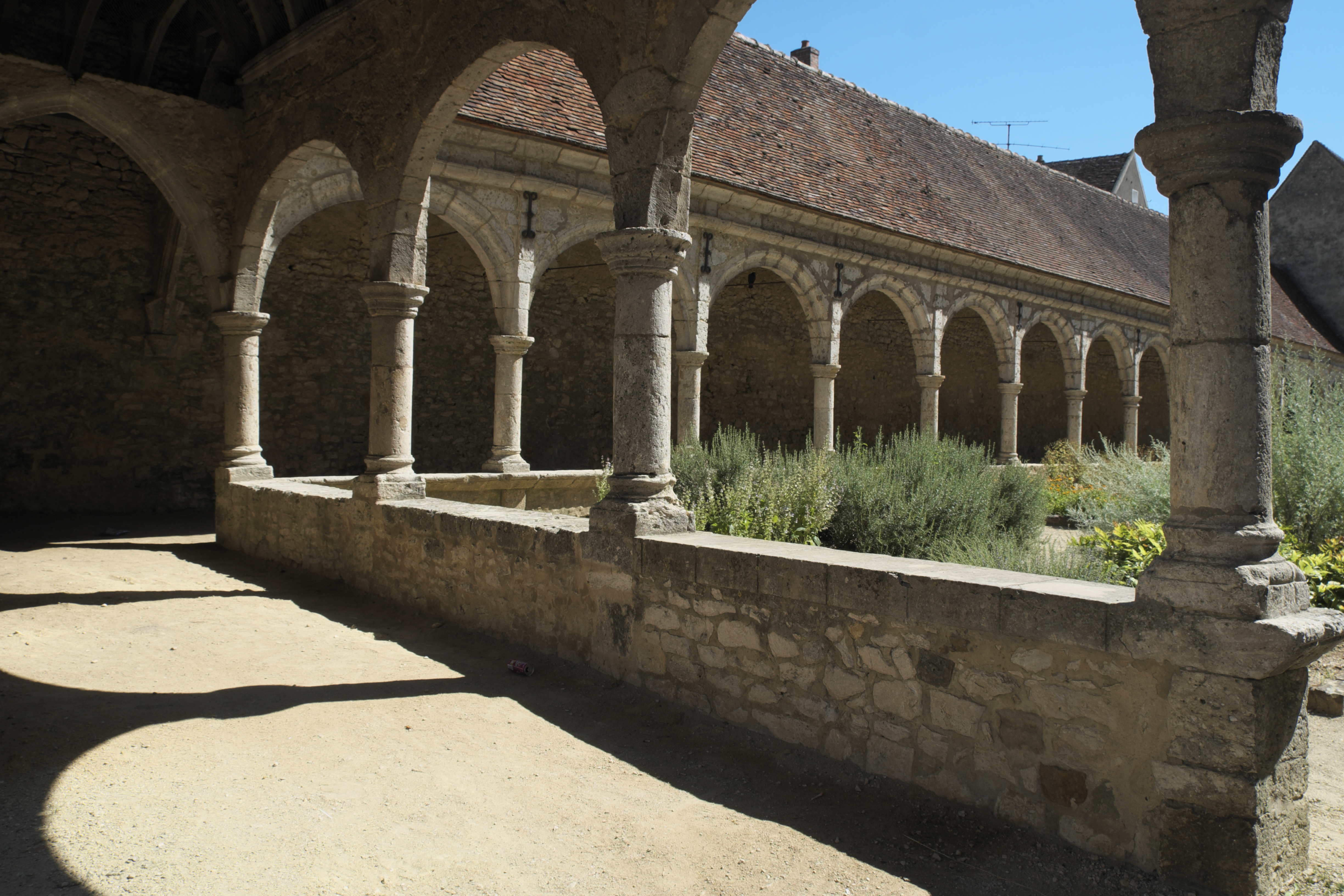
Galeries occidentale et septentrionale
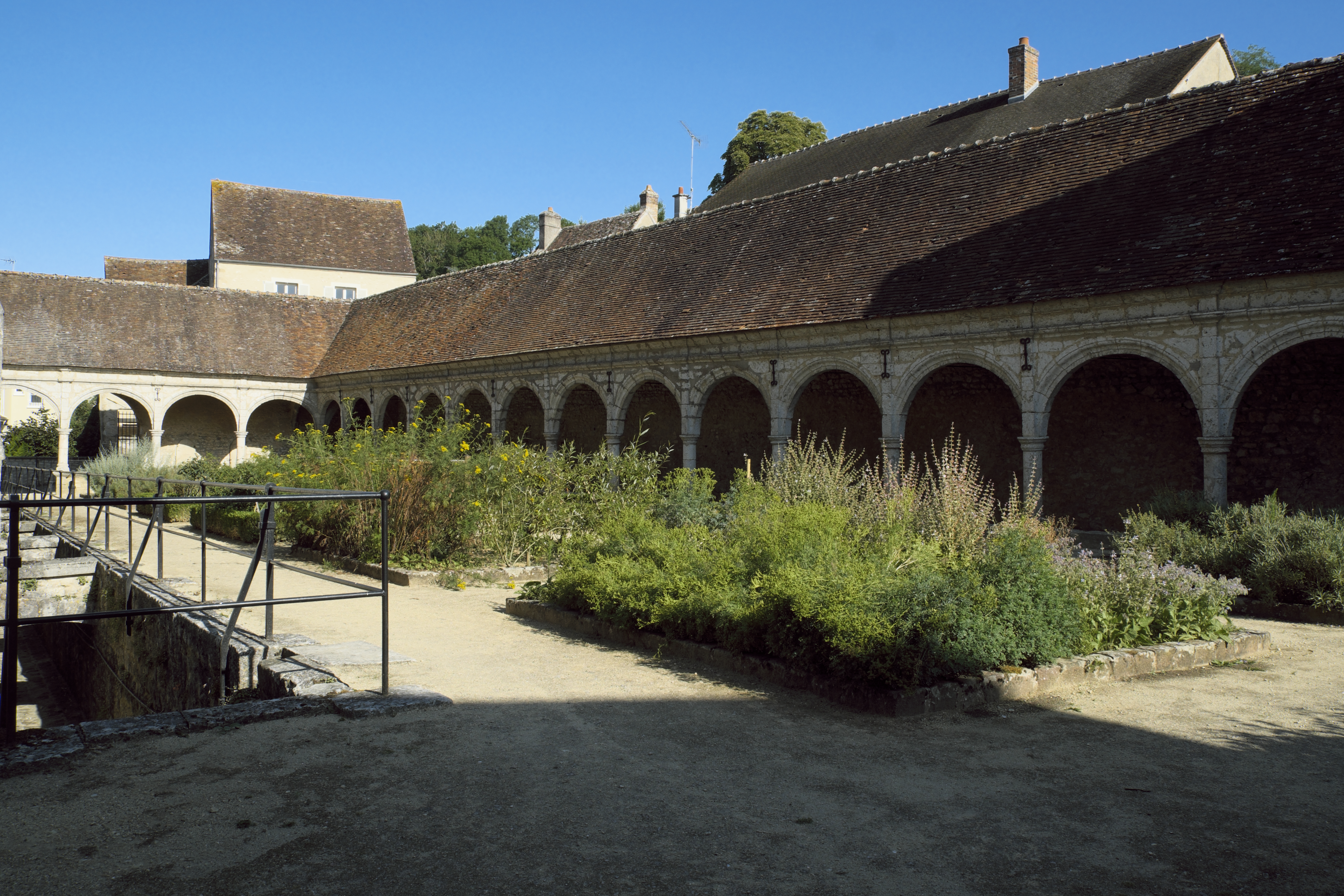
Cloître et jardin aux herbes